# Albatros (Schiffstyp)
Der Frachtschiffstyp Albatros war eine Typserie in der Deutschen Demokratischen Republik. Die beiden ersten Containerschiffe der DDR zählten zu diesem Typ.

## Geschichte

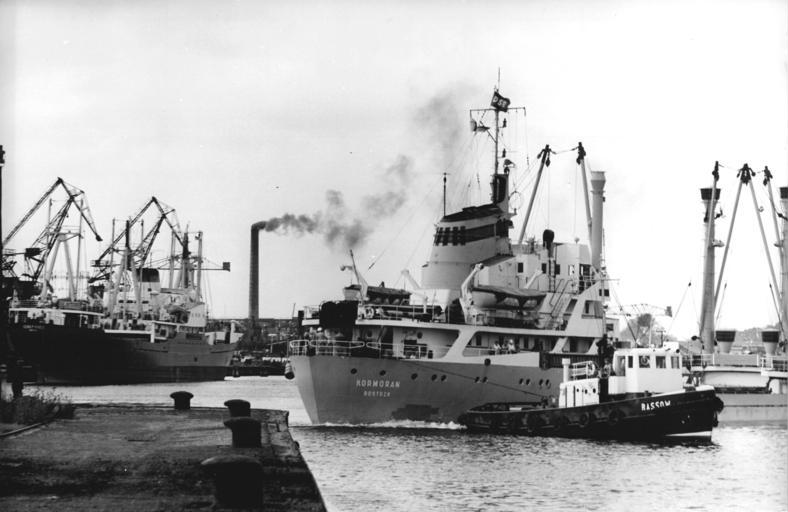
Die Kormoran aus Rostock auslaufend

Hergestellt wurde die Serie von 1961 bis 1965 in acht Einheiten. Eingesetzt wurden die Schiffe vorwiegend im Nord- und Ostseebereich, so zum Beispiel im Rostock-Riga-Gemeinschaftsdienst mit der UdSSR.
Erstes Schiff und Namensgeber der Serie war die am 6. Juni 1961 an die Deutsche Seereederei übergebene Albatros mit der Baunummer 516. Die in Rostock beheimatete Albatros wurde 1981 verkauft und ging am 6. Dezember 1994 als Shelby Star auf See verloren. Letztes Schiff der Serie war die am 17. Juni 1965 übergebene Seeadler mit der Baunummer 523. Die Falke und die Pinguin wurden 1967/68 zu Containerschiffen umgebaut und eröffneten den ersten Container-Liniendienst der DDR nach Großbritannien. Einzig erhaltenes Exemplar ist die ehemalige Condor, die inzwischen in Rostock als schwimmendes Schullandheim und Freizeiteinrichtung Likedeeler dient.

## Technik

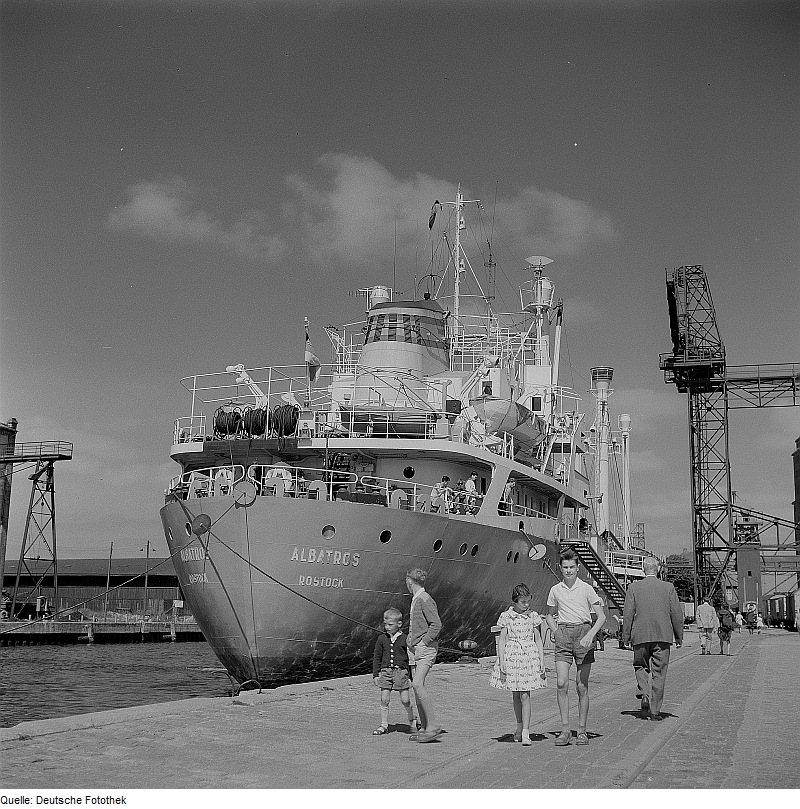
Die Albatros im Wismarer Seehafen

Angetrieben wurden die Schiffe von einem 1004 kW leistenden 4-Takt-Dieselmotor des Typs 6NVD66 Au des Herstellers VEB Maschinenbau Halberstadt, der über ein Untersetzungsgetriebe mit hydraulischer Kupplung auf einen Festpropeller wirkt.
Wie bei der Vorgängerserie wurden die überwiegend geschweißten eisverstärkten Rümpfe in Sektionsbauweise zusammengefügt. Die Aufbauten bestehen aus Leichtmetall.
Die zwei Laderäume mit einem Ballenraum von 3077 m3 und Kornraum von 3300 m3 hatten ein Zwischendeck und wurden mit herkömmlichen Scherstöcken, Deckeln und Persenningen seefest verschlossen. Das Ladegeschirr bestand aus acht Ladebäumen für jeweils 3/5 Tonnen, die an drei Lademastenpaaren befestigt waren.